# Championnat du monde de snooker seniors 2023
Le Championnat du monde seniors 2023 est un tournoi de snooker sur invitation réservé aux joueurs de plus de 40 ans, ne figurant pas dans top 64 du classement mondial. Il est organisé par la World Professional Billiards and Snooker Association et a lieu du 3 mai 2023 au 7 mai 2023 au Crucible Theatre de Sheffield en Angleterre.
Il s'agit de la 14e édition du tournoi, lequel se déroule annuellement depuis 1991. Le vainqueur se qualifie pour le tournoi champion des champions. Le tournoi est retransmis sur la BBC.

## Participants

### Membres permanents
- Jimmy White
- Ken Doherty
- Stephen Hendry
- Joe Johnson
- Tony Drago

### Joueurs invités
- Lee Walker (champion en titre)
- Darren Morgan (nomination continentale Europe)
- Vito Puopolo (nomination continentale Amérique)
- Mohamed Khairy (nomination continentale Afrique)[N 1]
- Adrian Ridley (nomination continentale Asie-Pacifique)
- Mark Davis[2]

### Joueurs qualifiés
- Ben Hancorn (tournoi qualificatif d'octobre 2022)
- Gerard Greene (tournoi qualificatif de janvier 2023)
- Alfie Burden (tournoi qualificatif de février 2023)
- Peter Lines (tournoi qualificatif de mars 2023)
- Philip Williams (tournoi qualificatif golden ticket d'avril 2023)

## Déroulement et faits marquants
Lee Walker est le tenant du titre, il s'était imposé 5-4 face à Jimmy White l'an passé. Jimmy White remporte le tournoi pour la quatrième fois de sa carrière en battant Alfie Burden 5-3 en finale. White s'est toujours hissé en finale depuis 2019 et le retour du tournoi au Crucible Theatre.

## Tableau principal
|  | 8es de finale au meilleur des 5 manches | 8es de finale au meilleur des 5 manches | 8es de finale au meilleur des 5 manches |   |                | Quart de finales au meilleur des 7 manches | Quart de finales au meilleur des 7 manches | Quart de finales au meilleur des 7 manches |   |  | Demi-finales au meilleur des 7 manches | Demi-finales au meilleur des 7 manches | Demi-finales au meilleur des 7 manches |   |  | Finale au meilleur des 9 manches | Finale au meilleur des 9 manches | Finale au meilleur des 9 manches |
|  |                                         |                                         |                                         |   |                |                                            |                                            |                                            |   |  |                                        |                                        |                                        |   |  |                                  |                                  |                                  |
|  | 1                                       | Lee Walker                              | 1                                       |   |                |                                            |                                            |                                            |   |  |                                        |                                        |                                        |   |  |                                  |                                  |                                  |
|  |                                         | Gerard Greene                           | 3                                       |   |                |                                            |                                            |                                            |   |  |                                        |                                        |                                        |   |  |                                  |                                  |                                  |
|  |                                         | Gerard Greene                           | 3                                       |   | Gerard Greene  | 3                                          |                                            |                                            |   |  |                                        |                                        |                                        |   |  |                                  |                                  |                                  |
|  |                                         |                                         |                                         |   | Gerard Greene  | 3                                          |                                            |                                            |   |  |                                        |                                        |                                        |   |  |                                  |                                  |                                  |
|  |                                         |                                         | Ben Hancorn                             | 4 |                |                                            |                                            |                                            |   |  |                                        |                                        |                                        |   |  |                                  |                                  |                                  |
|  | 8                                       | Peter Lines                             | Ben Hancorn                             | 4 | 2              |                                            |                                            |                                            |   |  |                                        |                                        |                                        |   |  |                                  |                                  |                                  |
|  | 8                                       | Peter Lines                             |                                         |   | 2              |                                            |                                            |                                            |   |  |                                        |                                        |                                        |   |  |                                  |                                  |                                  |
|  |                                         | Ben Hancorn                             | 3                                       |   |                |                                            |                                            |                                            |   |  |                                        |                                        |                                        |   |  |                                  |                                  |                                  |
|  |                                         |                                         |                                         |   |                |                                            |                                            | Ben Hancorn                                | 1 |  |                                        |                                        |                                        |   |  |                                  |                                  |                                  |
|  |                                         |                                         |                                         |   |                |                                            |                                            |                                            | 1 |  |                                        |                                        |                                        |   |  |                                  |                                  |                                  |
|  |                                         |                                         | Alfie Burden                            | 4 |                |                                            |                                            |                                            |   |  |                                        |                                        |                                        |   |  |                                  |                                  |                                  |
|  | 5                                       | Stephen Hendry                          | Alfie Burden                            | 4 | 3              |                                            |                                            |                                            |   |  |                                        |                                        |                                        |   |  |                                  |                                  |                                  |
|  | 5                                       | Stephen Hendry                          |                                         |   | 3              |                                            |                                            |                                            |   |  |                                        |                                        |                                        |   |  |                                  |                                  |                                  |
|  |                                         | Darren Morgan                           | 2                                       |   |                |                                            |                                            |                                            |   |  |                                        |                                        |                                        |   |  |                                  |                                  |                                  |
|  |                                         | Darren Morgan                           | 2                                       | 5 | Stephen Hendry | 1                                          |                                            |                                            |   |  |                                        |                                        |                                        |   |  |                                  |                                  |                                  |
|  |                                         |                                         |                                         | 5 | Stephen Hendry | 1                                          |                                            |                                            |   |  |                                        |                                        |                                        |   |  |                                  |                                  |                                  |
|  |                                         |                                         | Alfie Burden                            | 4 |                |                                            |                                            |                                            |   |  |                                        |                                        |                                        |   |  |                                  |                                  |                                  |
|  | 4                                       | Ken Doherty                             | Alfie Burden                            | 4 | 0              |                                            |                                            |                                            |   |  |                                        |                                        |                                        |   |  |                                  |                                  |                                  |
|  | 4                                       | Ken Doherty                             |                                         |   | 0              |                                            |                                            |                                            |   |  |                                        |                                        |                                        |   |  |                                  |                                  |                                  |
|  |                                         | Alfie Burden                            | 3                                       |   |                |                                            |                                            |                                            |   |  |                                        |                                        |                                        |   |  |                                  |                                  |                                  |
|  |                                         |                                         |                                         |   |                |                                            |                                            |                                            |   |  |                                        |                                        | Alfie Burden                           | 3 |  |                                  |                                  |                                  |
|  |                                         |                                         |                                         |   |                |                                            |                                            |                                            |   |  |                                        |                                        |                                        | 3 |  |                                  |                                  |                                  |
|  |                                         | 3                                       | Jimmy White                             | 5 |                |                                            |                                            |                                            |   |  |                                        |                                        |                                        |   |  |                                  |                                  |                                  |
|  | 3                                       | 3                                       | Jimmy White                             | 5 | Jimmy White    | 3                                          |                                            |                                            |   |  |                                        |                                        |                                        |   |  |                                  |                                  |                                  |
|  | 3                                       |                                         |                                         |   | Jimmy White    | 3                                          |                                            |                                            |   |  |                                        |                                        |                                        |   |  |                                  |                                  |                                  |
|  |                                         | Philip Williams                         | 1                                       |   |                |                                            |                                            |                                            |   |  |                                        |                                        |                                        |   |  |                                  |                                  |                                  |
|  |                                         | Philip Williams                         | 1                                       | 3 | Jimmy White    | 4                                          |                                            |                                            |   |  |                                        |                                        |                                        |   |  |                                  |                                  |                                  |
|  |                                         |                                         |                                         | 3 | Jimmy White    | 4                                          |                                            |                                            |   |  |                                        |                                        |                                        |   |  |                                  |                                  |                                  |
|  |                                         |                                         | Adrian Ridley                           | 0 |                |                                            |                                            |                                            |   |  |                                        |                                        |                                        |   |  |                                  |                                  |                                  |
|  | 6                                       | Joe Johnson                             | Adrian Ridley                           | 0 | 0              |                                            |                                            |                                            |   |  |                                        |                                        |                                        |   |  |                                  |                                  |                                  |
|  | 6                                       | Joe Johnson                             |                                         |   | 0              |                                            |                                            |                                            |   |  |                                        |                                        |                                        |   |  |                                  |                                  |                                  |
|  |                                         | Adrian Ridley                           | 3                                       |   |                |                                            |                                            |                                            |   |  |                                        |                                        |                                        |   |  |                                  |                                  |                                  |
|  |                                         |                                         |                                         |   |                |                                            | 3                                          | Jimmy White                                | 4 |  |                                        |                                        |                                        |   |  |                                  |                                  |                                  |
|  |                                         |                                         |                                         |   |                |                                            |                                            |                                            | 4 |  |                                        |                                        |                                        |   |  |                                  |                                  |                                  |
|  |                                         | 7                                       | Tony Drago                              | 1 |                |                                            |                                            |                                            |   |  |                                        |                                        |                                        |   |  |                                  |                                  |                                  |
|  | 7                                       | 7                                       | Tony Drago                              | 1 | Tony Drago     | 3                                          |                                            |                                            |   |  |                                        |                                        |                                        |   |  |                                  |                                  |                                  |
|  | 7                                       |                                         |                                         |   | Tony Drago     | 3                                          |                                            |                                            |   |  |                                        |                                        |                                        |   |  |                                  |                                  |                                  |
|  |                                         | Vito Puopolo                            | 0                                       |   |                |                                            |                                            |                                            |   |  |                                        |                                        |                                        |   |  |                                  |                                  |                                  |
|  |                                         | Vito Puopolo                            | 0                                       | 7 | Tony Drago     | 4                                          |                                            |                                            |   |  |                                        |                                        |                                        |   |  |                                  |                                  |                                  |
|  |                                         |                                         |                                         | 7 | Tony Drago     | 4                                          |                                            |                                            |   |  |                                        |                                        |                                        |   |  |                                  |                                  |                                  |
|  |                                         | 2                                       | Mark Davis                              | 3 |                |                                            |                                            |                                            |   |  |                                        |                                        |                                        |   |  |                                  |                                  |                                  |
|  | 2                                       | 2                                       | Mark Davis                              | 3 | Mark Davis     | 3                                          |                                            |                                            |   |  |                                        |                                        |                                        |   |  |                                  |                                  |                                  |
|  | 2                                       |                                         |                                         |   | Mark Davis     | 3                                          |                                            |                                            |   |  |                                        |                                        |                                        |   |  |                                  |                                  |                                  |
|  |                                         | Tony Knowles                            | 0                                       |   |                |                                            |                                            |                                            |   |  |                                        |                                        |                                        |   |  |                                  |                                  |                                  |

## Finale
| Finale au meilleur des 9 manches Arbitre : Michaela Tabb  |                          |                        |
| Alfie Burden Angleterre                                   | 3 - 5 ( - )              | Jimmy White Angleterre |
| 0 53                                                      | Centuries Meilleur break | 0 84                   |
| Jimmy White remporte le Championnat du monde seniors 2023 |                          |                        |

## Qualifications
Un ensemble de quatre tournois de qualifications se tient au Crucible Sports and Social Club à Reading. Les vainqueurs de ces tournois accèdent au tableau final.

### 1ertournoi d'octobre 2022
Ben Hancorn remporte le premier tournoi qualificatif,.

#### Quarts de finale
- Lee Richardson 1-4  Ben Hancorn
- Stuart Reardon 0-4  Daniel Ward
- Alfie Burden 4-3  Lee Stephens
- Wayne Townsend 4-2  Mohamed Shehab

#### Demi-finales
- Ben Hancorn 4-0  Daniel Ward
- Alfie Burden 4-2  Wayne Townsend

#### Finale
- Ben Hancorn 4-2  Alfie Burden

### 2etournoi de janvier 2023
Gerard Greene remporte le deuxième tournoi qualificatif,.

#### Quarts de finale
- Peter Lines 4-3  Craig Steadman
- Wayne Townsend 2-4  Philip Williams
- Rodney Goggins 4-0  Nigel Howe
- Gary Britton 0-4  Gerard Greene

#### Demi-finales
- Peter Lines 2-4  Philip Williams
- Rodney Goggins 0-4  Gerard Greene

#### Finale
- Philip Williams 2-4  Gerard Greene

### 3etournoi de février 2023
Alfie Burden remporte le troisième tournoi qualificatif,.

#### Quarts de finale
- Alfie Burden 4-2  Rory McLeod
- Nigel Howe 2-4  Luke Simmonds
- James O'Sullivan 2-4  Dharminder Lilly
- James McGouran 1-4  Peter Lines

#### Demi-finales
- Alfie Burden 4-0  Luke Simmonds
- Dharminder Lilly 3-4  Peter Lines

#### Finale
- Alfie Burden 4-3  Peter Lines

### 4etournoi de mars 2023
Peter Lines remporte le quatrième tournoi qualificatif,.

#### Quarts de finale
- Craig Steadman 4-0  Stuart Watson
- Rory McLeod 2-4  Andrew Norman
- Philip Williams 3-4  Lee Stephens
- Gary Filtness 1-4  Peter Lines

#### Demi-finales
- Craig Steadman 2-4  Andrew Norman
- Lee Stephens 2-4  Peter Lines

#### Finale
- Andrew Norman 0-4  Peter Lines

### 5etournoi d'avril 2023 (golden ticket)
Philip Williams remporte le cinquième et dernier tournoi qualificatif,.

#### Quarts de finale
- Craig Steadman 4-0  Rory McLeod
- Stuart Watson 4-2  Gary Britton
- James Height 2-4  Lee Stephens
- Gary Filtness 0-4  Philip Williams

#### Demi-finales
- Craig Steadman 4-1  Stuart Watson
- Lee Stephens 1-4  Philip Williams

#### Finale
- Craig Steadman 1-4  Philip Williams

## Centuries

### Dans le tableau principal
- 137  Mark Davis
- 116  Ben Hancorn
- 103  Jimmy White
- 101  Alfie Burden

### Pendant les qualifications
- 137, 127  Alfie Burden
- 136  Wayne Townsend
- 136, 101  Gary Britton
- 129  Rodney Goggins
- 128  Stuart Watson
- 125  Daniel Ward
- 120, 119  Gerard Greene
- 119  Peter Lines
- 113, 109  Andrew Norman
- 113  Rory McLeod
- 111  Mohamed Shehab
- 111  Gary Britton
- 111, 106, 102  James O'Sullivan
- 106  Dechawat Poomjaeng